# Jeff Wayne’s Musical Version of The War of the Worlds
Jeff Wayne’s Musical Version of The War of the Worlds — рок-опера британского композитора Джеффа Уэйна 1978 года в стиле прогрессивный рок по мотивам одноимённого романа Герберта Уэллса.
Альбом, как и книга разделен на две части: «Прибытие марсиан» (в пяти композициях) и «Земля под властью марсиан» (в семи). 
В целом он построен на ряде периодически возвращающихся музыкальных тем и состоит из длинных инструментальных композиций, нескольких песен и диалогов. В дополнение ко всему этому — набор различных звуковых эффектов и ужасных потусторонних звуков, имитирующих крики марсиан.
У альбома два эпилога. Оптимистический: он практически совпадает с романом — марсиане умерли от земных болезней. И пессимистический: уже когда вы думаете, что все хорошо, что хорошо кончается, теряется связь с человеческой экспедицией на Марс, на поверхности которого незадолго до этого видели странную зелёную вспышку.

## Участники записи
- Ричард Бёртон — речь (Журналист, рассказчик
- David Essex — речь и вокал (Артиллерист)
- Фил Лайнотт — речь и вокал (Священник Натаниэль)
- Julie Covington — речь и вокал (Бет)
- Justin Hayward — вокал (Журналист: «Forever Autumn»)
- Chris Thompson — вокал («Голос человечества»: «Thunder Child»)
- Jerry Wayne — речь («Epilogue, Part 2»)
- Ken "Prof" Freeman — клавишные
- Крис Спеддинг — гитары
- Jo Partridge — гитары, мандолина
- George Fenton — сантур, цитра, тар
- Херби Флауэрс— бас-гитара
- Barry Morgan — ударные
- Barry da Souza, Roy Jones, Рэй Купер — перкуссия
- Paul Vigrass, Gary Osborne, Billy Lawrie — бэк-вокал

## Издания и чарты
9 июня 1978 года, через 80 лет после выхода романа Герберта Уэллса, музыкальная версия Войны Миров Джеффа Уэйна была представлена в Лондонском Планетарии в сопровождении со специальными мультимедийными эффектами.
В чартах Великобритании альбом оставался в течение шести лет. В настоящий момент в мире продано 6 миллионов копий[уточнить]. 
В США музыкальная версия не снискала такой популярности, как в Европе, известность приобрели только две композиции, изданные отдельно (Forever Autumn и The Eve of the War).
Так как диалоги в альбоме занимают не последнее место — были созданы специальные версии, адаптированные к другим языкам (Германия, Испания, Латинская Америка).
В 1995 году альбом был перевыпущен на компакт-диске.
Также коллекционное издание xxxx(?) года с дополнительными материалами: 
- interview with Jeff Wayne (05:19)
- Behind the Scenes (02:27)
- Bringing Back Burton (09:34)
- Making a M.F.Machine (03:59)

и его русская версия (2 x DVD5), основанная на оригинальной английской версии и содержащее в себе следующие изменения:
- анимированное меню русифицировано;
- рок-опера без сжатия разбита на два диска (по актам), что облегчает её просмотр ;
- наложены и сведены с видеорядом русские и английские субтитры;